# 大红泡
大红袍（学名：Rubus eustephanus）是蔷薇科悬钩子属的植物。分布于中国大陆的湖北、陕西、湖南、四川、贵州、浙江等地，生长于海拔500米至2,310米的地区，一般生长在山麓潮湿地、山坡密林下以及河沟边灌丛中，目前尚未由人工引种栽培。

## 异名
- Rubus eustephanus Focke ex Diels var. glanduliger Yu et Lu